# Кишинів III
Кишинів III (рум. Gara Chișinău III) — проміжна залізнична станція Молдовської залізниці на лінії Ревака — Унгени. Розташована в столиці Молдови за 5,6 км від станції Кишинів.

## Пасажирське сполучення
Пасажирський рух по станції Кишинів III здійснюється до кінцевих станцій Кишинів та Бендери III.
| Рух пасажирських потягів по станції Кишинів III | Рух пасажирських потягів по станції Кишинів III | Рух пасажирських потягів по станції Кишинів III |
| №                                               | Маршрут сполучення                              | Періодичність курсування                        |
| ----------------------------------------------- | ----------------------------------------------- | ----------------------------------------------- |
| 803                                             | Бендери III — Кишинів                           | Щоденно, крім неділі                            |
| 804                                             | Кишинів — Бендери III                           | Щоденно, крім суботи                            |